# Shin Yoon-seop
Shin Yoon-seop (hangul= 신윤섭), es un actor y modelo surcoreano.

## Carrera
Es miembro de la agencia KeyEast (키이스트).
Como modelo ha participado en la Semana de la Moda (S/S 신재희 디자이너 쇼 패션위크) y la Semana de la Moda del desfile de diseñadores de F/W (F/W 서병문 디자이너 쇼 패션위크).
El 28 de octubre de 2019 se unió al elenco principal de la serie web FAILing In Love donde interpretó al estudiante Lee Shi-eon, un joven socialmente incómodo con la atención y el atractivo presidente de la clase, que termina enamorándose de Lee Shi-won (Yang Hye-ji), hasta el final de la serie el 26 de noviembre del mismo año.
En noviembre de 2020 se unió al elenco rcurrente de la serie Live On donde dio vida a Kim Jung-bin, un estudiante y el presidente del cuerpo estudiantil.
En 2021 se unirá al elenco principal de la serie Hip Up Hit Up donde interpretará a Jun-gi.

## Filmografía

### Series de televisión
| Año  | Título                                        | Personaje    | Notas                              |
| ---- | --------------------------------------------- | ------------ | ---------------------------------- |
| 2021 | Inspector Koo                                 | Park Kyu-il  | ep. #3 - (aparición invitada)      |
| 2021 | 2021 Summer Drama Collage - "Monster Mansion" | Músico       | ep. #4                             |
| 2020 | Live On                                       | Kim Jung-bin |                                    |
| 2019 | The School Nurse Files                        | -            | 2 episodios - (aparición invitada) |
| 2018 | Miss Hammurabi                                | -            |                                    |

### Series web
| Año  | Título                                         | Personaje   | Notas        |
| ---- | ---------------------------------------------- | ----------- | ------------ |
| 2021 | Cafe Midnight Season 3 - "The Curious Stalker" | Cha Jun-gi  | 1 episodio   |
| 2021 | Cafe Midnight Season 2 - "Hip Up! Hit Up!"     | Cha Jun-gi  | 1 episodio   |
| 2019 | FAILing In Love                                | Lee Shi-eon | 10 episodios |

### Anuncios
| Año | Título              | Notas |
| --- | ------------------- | ----- |
| -   | 코나자동차 산타토익 |       |